# كرايغ فلمنج
كرايغ فلمنج (بالإنجليزية: Craig Fleming)‏ (6 أكتوبر 1971 في المملكة المتحدة - ) هو لاعب كرة قدم بريطاني في مركز الدفاع. لعب مع أولدهام أثلتيك ونادي روذرهام يونايتد ونورويتش سيتي ووولفرهامبتون واندررز ونادي هاليفاكس تاون ونادي كينغز لين.

## وصلات خارجية
- كرايغ فلمنج على موقع قاعدة بيانات كرة القدم.إي يو (الإنجليزية)
- كرايغ فلمنج على موقع Soccerbase.com (لاعب) (الإنجليزية)
- كرايغ فلمنج على موقع Soccerway.com (الإنجليزية)
- كرايغ فلمنج على موقع عالم كرة القدم.نت (الإنجليزية)